# Pieter Jonker
Pieter Jonker (Haule, 1952) is de oprichter van het centrum voor prentkunst Stichting Nobilis te Fochteloo (Friesland). Daarnaast is hij belangenbehartiger van het Stellingwerfs dialect.

## Loopbaan
Jonker is geboren en getogen in Haule. Jonker ging na de middelbare school naar de kweekschool in Drachten waar hij in 1973 afstudeerde. Aansluitend was hij enkele jaren werkzaam in Hoogezand in het vormingswerk voor jongeren.
Jonker stond in 1972 aan de wieg van de Stellingwarver Schrieversronte, een instelling voor het stimuleren van de taal, literatuur en cultuur in Zuidoost-Friesland. In 1978 werd hij directeur van deze organisatie, die zich onder zijn leiding ontwikkelde tot een platform met initiatieven als cursussen, de uitgave van ruim 120 boeken in en over de streektaal en op het terrein van geschiedenis en volkskunde, de opbouw van een documentatiecentrum, onderwijsactiviteiten, popconcerten en de uitgave van cd's in het Stellingwerfs. Hierdoor kwam hij in contact en werkte hij samen met kunstenaars die in die regio woonden en werkten, zoals Johannes Mulders (1899-1989), Dirk Kerst Koopmans (1906-1998) en Guus Hellegers (1937-2019).
Door de verwantschap van het Stellingwerfs en het Gronings, als varianten van de Nedersaksische taal, kwam hij in contact met de oorspronkelijk uit Winschoten afkomstige historicus en publicist Jaap Meijer (1912-1993). Meijer publiceerde onder het pseudoniem Saul van Messel gedichten. Jonker en Meijer begonnen een uitgeverij waar dichtbundels van Saul van Messel werden uitgegeven. Meijer bedacht de naam 'Nobilis' als verwijzing naar 'jonker'.
In 1986 kreeg Jonker de H.J. Bergveldpries voor zijn overzetting in het Stellingwerfs van een boek van Dolf Verroen, onder de titel Dikke Doezerd.

### Stichting Nobilis
Op initiatief van Jonker werd in 1991 de Stichting Nobilis opgericht om een vluchteling-kunstenaar bij te staan. De noodopvang in Appelscha benaderde Jonker daarvoor door zijn werk bij de Schrieversronte. Concreet was het verzoek om de uit Bulgarije afkomstige vluchteling-prentkunstenaar Peter Lazarov (1958), houtgraveur, in contact te brengen met collega-kunstenaars.
Toen Lazarov en zijn gezin in 1996 het Nederlanderschap verwierven en hij meer en meer zelf in zijn onderhoud mocht en kon voorzien, ging de Stichting zich breder richten op de prentkunst. Inmiddels had Jonker door de gezamenlijke contacten met Lazarov met Nederlandse grafici een heel nieuw netwerk opgebouwd van kunstenaars en grafiekverzamelaars. Zijn interesse in prenten groeide en met gelijke tred zijn verzameling prenten. In 2014 werd de collectie ondergebracht in het voormalig schoolgebouw in Fochteloo. Daarmee ontstond het centrum voor prentkunst, dat met de inzet van vrijwilligers meerdere tentoonstellingen per jaar organiseerde van hedendaagse kunstenaars en van werk uit de collectie. De collectie groeide door de verwerving van ateliernalatenschappen, bijvoorbeeld van Jan Battermann, Toon Wegner en Herman Gordijn, en van prentoeuvres van levende kunstenaars.

### Overig
In 1986 werd hij gemeenteraadslid namens de PvdA in de gemeente Ooststellingwerf. Later werd hij fractievoorzitter. Hij stopte hier in 1994 mee, omdat het raadswerk niet goed te combineren viel met zijn werk voor Schrieversronte.
Van 2007 tot 2011 was Jonker lid van Provinciale Staten in Friesland namens de PvdA.

## Publicaties (incompleet)
Jonker leverde bijdragen aan het landelijke blad Grafiekwereld, het blad waarvan hij een decennium eindredacteur is geweest. Daarnaast publiceerde Jonker onder andere:
- Het labyrint in zwart en wit. Houtgravures van Peter Lazarov. Meppel, 1991
- Dirk Kerst Koopmans. Schilder van de Scheene. Met Sietske A. Bloemhoff en Guus Hellegers. Stellingwarver Schrieversronte, 1991
- De prentkunst van Peter Lazarov. Oosterwolde: Stichting Nobilis, 2011
- Dirk Kerst Koopmans. Het spoor terug. Cahier 8. Oosterwolde: Stichting Nobilis.
- Wim Zwiers etsen Cahier 9. Oosterwolde: Stichting Nobilis. 2017
- Wim Zwiers. Vaardig en veelzijdig. Cahier 10. Met Jan van Koolwijk. Oosterwolde: Stichting Nobilis, 2018
- Johannes Mulders. Vrijheid in gebondenheid. Oosterwolde: Stichting Nobilis, 2019
- Gerrit Jan Rhebergen (1905-2002). verzamelaar en grafiekpromotor. Cahier 13. Met Marius Schalkwijk, Jan Seton. Oosterwolde: Stichting Nobilis, 2019
- De prentkunst van Manuel Kurpershoek, vrienden & collega's. Cahier 13. Met José Pierre. Oosterwolde: Stichting Nobilis, 2019
- Siemen Dijkstra verzameld. Met Peter Kooij. Oosterwolde: Stichting Nobilis, 2020
- Grietje Postma. Kleurenhout- en linosneden. Cahier 15. Oosterwolde: Stichting Nobilis, 2021
- Sierd Geertsma. In stilte gewerkt. Met Carol Klok en Peter Kooij. Oosterwolde: Stichting Nobilis i.s.m. Museum Dr8888, 2021
- Antje Veldstra. Van veen tot was. Cahier 16. Oosterwolde: Stichting Nobilis, 2022
- Jeanne Bieruma Oosting en de prentkunst.Met Peter Kooij. Oosterwolde: Stichting Nobilis, 2022
- Tom Thijsse prentenmaker. Oosterwolde: Stichting Nobilis, 2022